# Fimbristylis nuda
Fimbristylis nuda är en halvgräsart som beskrevs av Johann Otto Boeckeler. Fimbristylis nuda ingår i släktet Fimbristylis och familjen halvgräs. Inga underarter finns listade i Catalogue of Life.